# Eni Rasel Maunder
Eni Rasel Maunder (14. april 1868 – 15. septembar 1947.) je bila irski astronom I matematičar.

## Detinjstvo, mladost i obrazovanje
Eni Skot Dil Rasel rodjena je 1868. godine u gradiću Strabane u Severnoj Irskoj, od oca Vilijama Endru Rasela i majke Hesi Nezbit Rasel. Otac joj je bio ministar prezbiterijske crkve u Strabanu do 1882. godine. Srednje obrazovanje dobila je u ženskoj školi u Belfastu, koja je kasnije postala Viktorijin koledž. Dobivši nagradu na srednjoškolskom ispitu 1886. godine, stekla je pravo da prisustvuje Girtonovom ispitu za stipendiju, dobivši tako trogodišnju stipendiju
Studirala je na Kembridžu ( Girton koledž)ž i 1889. godine је položila ispite sa odlikovanjima, kao najbolji matematičar u svojoj godini. Medjutim, ograničenja koja su postojala u tom vremenu joj nisu dozvolila da dobije i B.A. stepen koji bi inače zaradila.

## Astronomska istraživanja
U 1891. Eni počinje da radi u kraljevskoj opservatoriji u Grinviču, radeći kao „ žena koja računa“ u odeljenju za solarna istraživanja sa platom od 4 funte mesečno. Ovo je bilo posebno odeljenje napravljeno 1873. radi fotografisanja sunca. Tamo je bila asistent Voltera Maundera. Solarni maksimum 1894. je rezultirao velikim brojem sunčevih pega, pojavu koju je takođe Raselova pratila.
Raselova i Maunder su se venčali 1895. i ona je bila prinuđena da odsttupi od svog posla zbog ograničenja koje su imale udate žene tada. Kako god, njih dvoje su nastavili da sarađuju. Godine 1897. Eni je dobila odobrenje od Girton koledža za dobijanje kamere sa objektivom od 1,5 inča koju je nosila na ekspedicije sa svojim mužem. Koristila je ovu kameru za fotografisanje spoljne solarne korone iz Indije, 1898.
Istrage Maunderovih su predstavile korelaciju izmedju varijacija u broju sunčevih pega i klime Zemlje, vodeći ka otkrivanju Maunder minimuma. Eni je bila smatrana za eksperta u fotografisanju pomračenja i pozvana je od strane kanadske vlade da bude glavni fotograf u njihovoj ekspediciji na Labrador, 1905. Ovo je bio jedini put da su njeni troškovi plaćeni za naučnu ekspediciju. Medjutim, vreme je bilo oblačno i nisu obavljena nikakva posmatranja eklipse.
Vratila se u Kraljevsku opservatoriju u Grinviču za vreme Prvog svetskog rata, radeći tamo od 1915. do 1920. Mnoga njena istraživanja i posmatranja su objavljena u popularnim žurnalima pod imenom njenog muža, dok nije zvanično postala član Kraljevskog astronomskog društva u novembru 1916. Pre toga je bila član Britanskog astronomskog udruženja čijem osnivanju je pomogao Maunder. Iako je on bio član Kraljevskog astronomskog društva još od 1875. godine, želeo je udruženje astronoma otvoreno za svaku osobu koja je bila zainteresovana za astronomiju, posebno otvoreno za žene. 

## Lični život
Eni i Volter nisu imali dece zajedno, ali je Volter imao petoro dece iz prvog braka. Volter je umro 1928. u 76. godini života, a Eni skoro dve decenije kasnije sa 79 godina u Londonu, 1947.

## Nasleđe
Krater Maunder na mesecu je zajednički imenovan po Eni i Volteru, kao i Maunder minimum.
U junu 2018. godine objavljeno je da je Kraljevska Opservatorija Grinvič instalirala novi teleskop imenovan Eni Maunder astrografski teleskop (AMAT), kao deo oživljavanja teleskopije u Londonu, omogućen čistijim vazduhom i naprednijom tehnologijom.